# Erlang
Erlang är en dimensionslös enhet som används för mätning av trafiktäthet i telefonsystem och anger det genomsnittliga antalet telefonsamtal i nätet. 1 Erlang svarar mot att en telefonledning i en via är permanent belagd. En erlang är 3 600 sekunders telefonsamtal under en timme - alltså ett samtal som varar en hel timme, två samtal på 30 minuter, etcetera. Måttenheten är uppkallad efter den danske matematikern Agner Krarup Erlang (1878–1929), känd för sin matematiska analys av belastningen på telefonnät.